# Taylor (medik)
Taylor, vlastním jménem Martin Krejčí (10. února 1985 Brno – 15. května 2023 Praha) byl český medik, zakladatel Projektu Phoenix. Během ruské invaze na Ukrajinu školil ukrajinské vojáky v bojové medicíně a sám pracoval jako záchranář v předních liniích. 
V březnu 2023 utrpěl při práci na Donbase zranění, na jehož následky o dva měsíce později zemřel. 

## Projekt Phoenix
Taylor byl zakladatelem Projektu Phoenix, jehož členové učí ukrajinské vojáky bojovou medicínu a zároveň pomáhají s transportem a ošetřováním raněných na frontové linii. Dobrovolníci podle mluvčího projektu vycvičili v bojové medicíně na pět tisíc vojáků po celé Ukrajině. Členy týmu jsou bývalí vojáci z povolání, záchranáři, zdravotníci, ale např. i řidiči z povolání.
Činnost vojenského medika vnímal Taylor jako velmi vzdálenou práci lékaře v nemocnici. „Spíše než precizní práce ve špitálu je to robustní, špinavé a ošklivé. Je to pravý opak,“ uvedl. Musel se při ní také naučit pracovat se strachem, zvládat ho tak, aby ho neparalyzoval při rozhodování.
Podle kolegy s přezdívkou Mac byl Taylor člověk, který se věnoval své práci nesmírně intenzivně. „Pracoval 22 hodin, nezastavil se, jel na doraz,“ uvedl Mac.
„Nikdy v životě jsem nemohl mít větší vliv na dění kolem, na větší počet jednotlivců v pozitivním slova smyslu. Není to práce, protože to by to muselo být placené. Ale je to smysluplná činnost, u které vidím, že má reálné dopady. Můžeš ovlivnit životy spousty lidí,“ hodnotil svoji misi Taylor v září 2022.

## Smrt
V druhé půli března 2023 Taylora během evakuace zraněných vojáků v bojové zóně u vesnice Dibrova nedaleko Kreminny zasáhla zezadu do hlavy střepina ze šrapnelu. Jeho zdravotní stav nejprve nedovoloval převoz do Česka. Byl operován v Dnipru, pak byl v péči lékařů v Kyjevě a poté ve Lvově. Dne 3. dubna byl převezen do Ústřední vojenské nemocnice v Praze. Dne 15. května však na následky svých zranění zemřel.
Taylor byl podle informací českého ministerstva zahraničí třetím českým dobrovolníkem, který zemřel v důsledku invaze. První padl na Ukrajině v červnu 2022, druhý v březnu 2023. Podle Taylorova kolegy Maca jich však zemřelo už nejméně 15.

## Vyznamenání
Taylor obdržel obdržel řadu ukrajinských vyznamenání, mimo jiné Patriot Ukrajiny. V roce 2024 byl nominován na udělení medaile Za hrdinství.